# Calciatore sudamericano dell'anno 2007
Il premio di calciatore sudamericano dell'anno per il 2007 fu assegnato a Salvador Cabañas, calciatore paraguaiano dell'América.

## Classifica
| Pos. | Calciatore              | Naz.      | Punti | Club         |
| ---- | ----------------------- | --------- | ----- | ------------ |
| 1.   | Salvador Cabañas        | Paraguay  | 67    | América      |
| 2.   | Claudio Morel Rodríguez | Paraguay  | 61    | Boca Juniors |
| 3.   | Hugo Ibarra             | Argentina | 57    | Boca Juniors |
| 4.   | Guillermo Ochoa         | Messico   | 47    | América      |
| 5.   | Éver Banega             | Argentina | 40    | Boca Juniors |
| 5.   | Radamel Falcao García   | Colombia  | 40    | River Plate  |
| 7.   | Fernando Belluschi      | Argentina | 37    | River Plate  |
| 7.   | Rogério Ceni            | Brasile   | 37    | San Paolo    |
| 9.   | Diego Valeri            | Argentina | 35    | Lanús        |
| 10.  | Jorge Valdivia          | Cile      | 34    | Palmeiras    |